# نيكسون ريستريبو
نيكسون ريستريبو (بالإسبانية: Nixon Restrepo)‏ هو لاعب كرة قدم كولومبي، ولد في 28 ديسمبر 1993 في كولومبيا. لعب مع C.D. Juventud Independiente ‏.